# Repps with Bastwick
Repps with Bastwick – civil parish w Anglii, w hrabstwie Norfolk, w dystrykcie Great Yarmouth. Leży 21 km na wschód od Norwich i 177 km na północny wschód od Londynu. Liczy 401 mieszkańców. Obejmuje wsie Repps i Bastwick.